# Chunchucmil (sitio arqueológico)

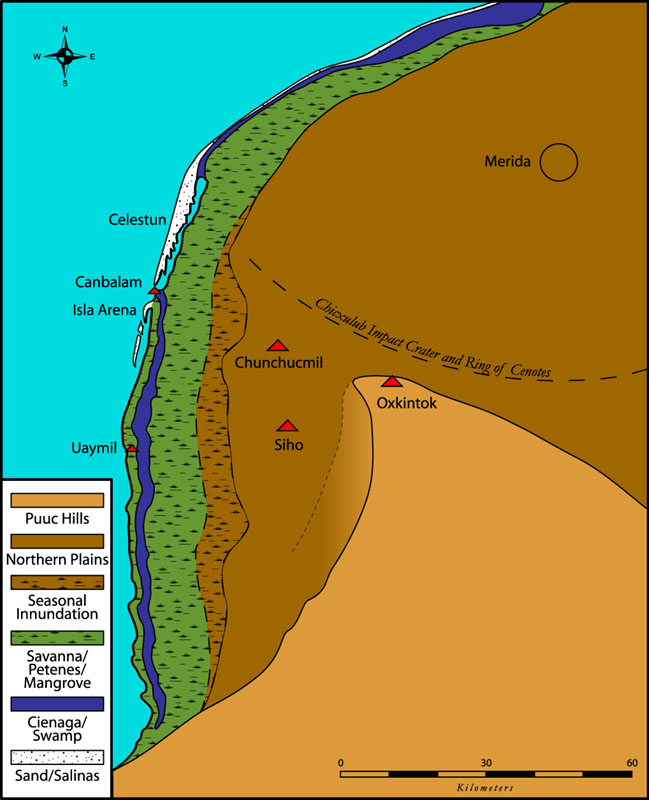
Mapa regional del poniente de la península de Yucatán, mostrando la ubicación de Chunchucmil

Chunchucmil es un yacimiento arqueológico maya localizado en la región poniente de la Península de Yucatán, en el municipio de Maxcanú del estado de Yucatán, México.
La ausencia de vestigios de grandes construcciones y de estelas importantes en el sitio han hecho que Chunchucmil no logre generar un mayor interés para arqueólogos e investigadores. Un ejemplo de esto es que el reconocido explorador, escritor y diplomático John Lloyd Stephens estuvo cerca del yacimiento sin visitarlo. Sin embargo, se trata de un asentamiento y de una ciudad maya de gran importancia en esta región peninsular que fue el Mayab.
El yacimiento no cumplía la función de un centro ceremonial, sino la de una instalación de carácter comercial que enlazaba la región costera del poniente de la península con su importante zona salinera y pesquera, con el interior de la misma. Esta instalación habría estado organizada y regida por varios linajes a lo largo de diversas épocas del predominio maya en la región, entre los siglos V y IX, desde el preclásico medio, hasta el fin del periodo clásico (ver Cronología de la cultura maya), con su probable apogeo en el clásico temprano.

## Toponimia
(del maya: Chunchucmil:Ch'en Chun Chukum, pozo en la base (en el origen) del árbol de Chukum (Havardia albicans —variedad de Acacia—).) En tiempos recientes el nombre de Chunchucmil fue originalmente aplicado a un cenote que se encontraba al pie de un árbol de Chukum. Más tarde, el mismo nombre fue dado a una hacienda que se desarrolló en el sitio y en torno al cenote. Hoy se aplica a todo el yacimiento arqueológico por extensión y al pequeño poblado que pertenece al municipio de Maxcanú. La misma designación fue asignada al yacimiento a mediados de los años 1970 por su cercanía al poblado. Los habitantes del pueblo no tienen un nombre específico para el yacimiento arqueológico ya que éste es de tal magnitud que cubre la extensión de su poblado y todas sus tierras.

## Características del yacimiento

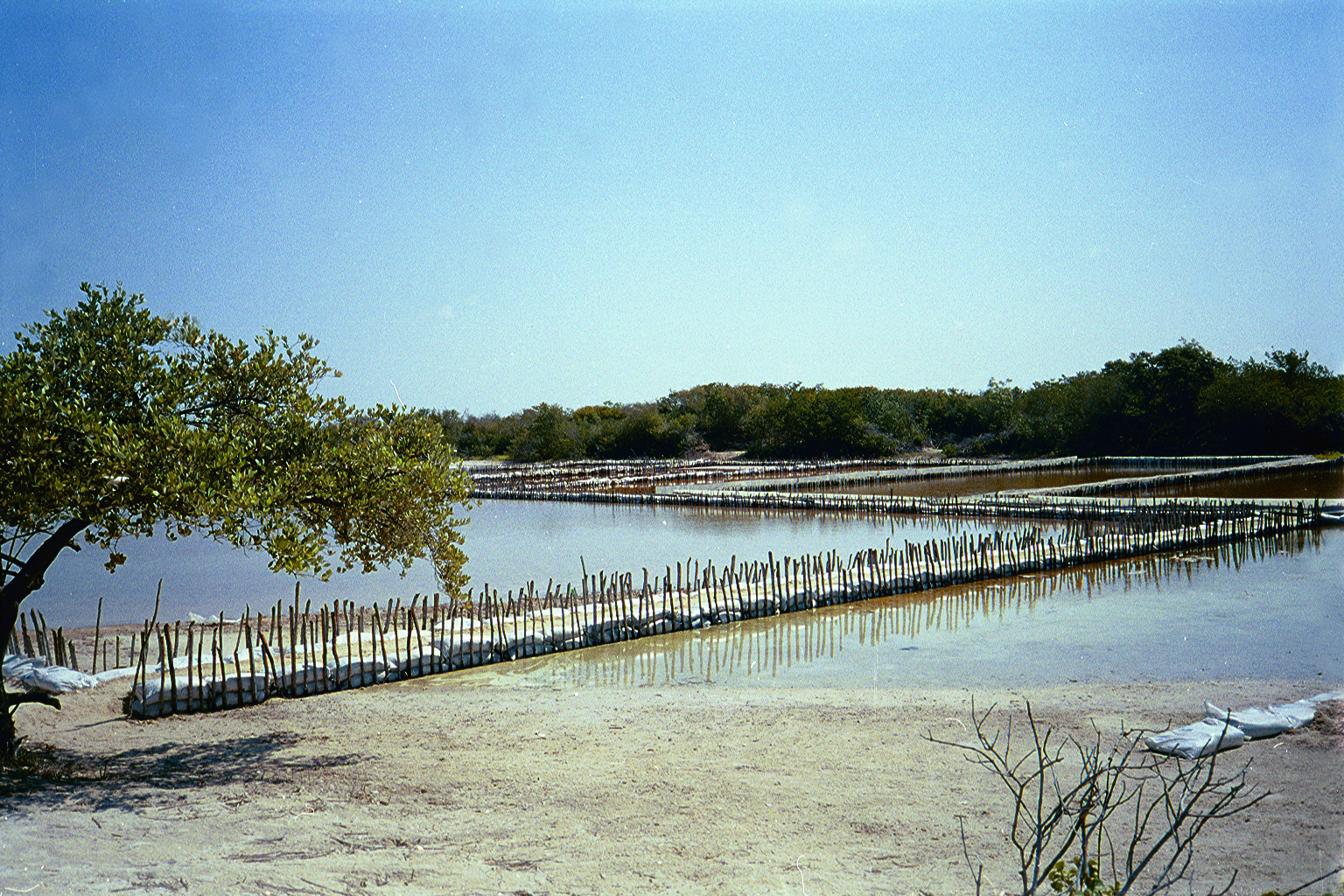
Tanques evaporativos de recolección de sal en Celestún, Península de Yucatán

### Localización
El yacimiento está ubicado a casi 27 km del golfo de México y aproximadamente a mitad del camino entre la costa y el sitio arqueológico denominado Oxkintok. La mayor parte del yacimiento está dentro del municipio de Maxcanú, pero una porción de él se extiende hasta el vecino municipio de Halachó.

### Medio ambiente y ecología
Chunchucmil está localizado en una franja angosta de terreno semiárido que discurre paralela a la costa poniente de la península de Yucatán. Este medio está considerado como el más seco de la región maya peninsular. Además de esta condición extrema, casi el 50% de la superficie de Chunchucmil es piedra caliza sin humus disponible, por lo que las condiciones agrícolas son sumamente pobres. Aún con la presencia de algo de tierra, ésta no excede nunca unos cuantos centímetros de profundidad, permitiendo el crecimiento de muy pocas variedades de vegetales y generalmente se trata de especies con alta resistencia a la sequía como las acacias. Uno de los misterios de Chunchucmil es precisamente cómo una ciudad de sus dimensiones pudo haber subsistido en tales condiciones ambientales.
La ciudad, sin embargo, emergió en el límite de esta zona semiárida y las sabanas bien provistas de agua por inundaciones estacionales y por cenotes que se extienden hacia el poniente de la región en donde se desarrolla el manglar abundante y donde vierte el estuario del acuífero peninsular junto a la costa. Estas otras eco-regiones y la riqueza propia del litoral, junto con las salineras de la costa oeste, hacen pensar que la ubicación del sitio era propicia para el desarrollo de un centro de comercio y de tránsito hacia el interior de la península desde donde se podía tener un control estratégico del acceso hacia ambas direcciones.

### Cronología
La información proveniente de la cerámica encontrada indica que Chunchucmil fue ocupada desde el preclásico medio hasta el periodo posclásico. Las excavaciones en el lugar indican que el apogeo de la ciudad en términos de densidad de población y de extensión espacial fue tal vez alcanzado durante el periodo denominado clásico temprano. Al parecer, Chunchucmil sufrió una declinación a partir del clásico tardío, equivalente al periodo Puuc. Más tarde, cuando llegaron los conquistadores españoles en el siglo XVI la región había sido prácticamente abandonada. El repoblamiento se dio ya durante la época de la colonia a partir de los siglos XVII y XVIII.

## Construcciones

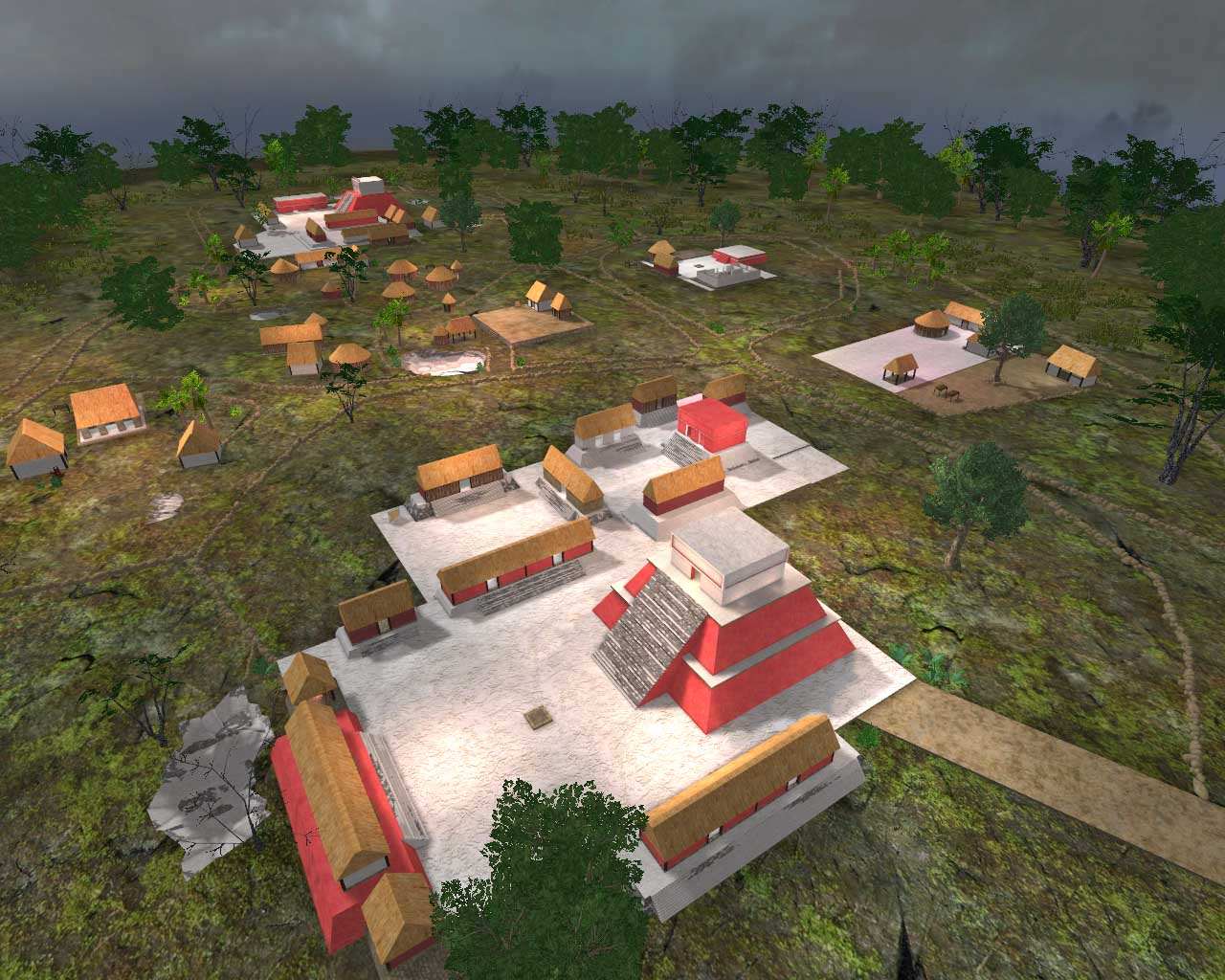
Reconstrucción de un cuadrángulo en Chunchucmil

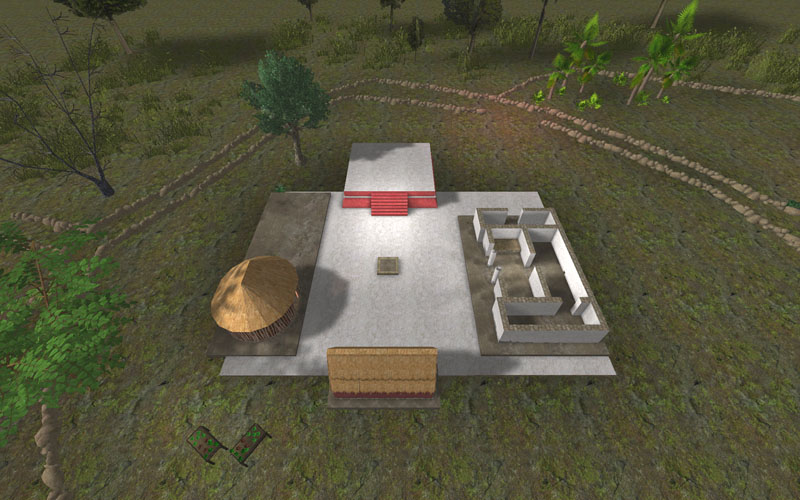
Reconstrucción del grupo residencial de Chunchucmil

El centro de Chunchucmil fue un importante conjunto de aproximadamente doce pirámides que tuvieron alturas que variaban entre los 8 y los 18m. Entre los edificios que se encontraban en el centro, los había de tipo ceremonial, de tipo administrativo y aún de tipo residencial que posiblemente fueron habitados por las élites de la organización social de la ciudad.
Una de las características de Chunchucmil es su red de caminos o veredas bordeadas de albarradas (bardas de piedra encimada sin cementar) que fijaban el límite de las construcciones destinadas a residencias de los habitantes. Se ha podido estimar la alta densidad poblacional que tuvo la ciudad mediante el mapeo de estas callejuelas a lo largo y ancho del yacimiento.
También ha sido determinado un conjunto de caminos sacbés que unían la ciudad con la zona costera. Otra característica de la ciudad fue el muro de piedra de aproximadamente 1.5 m de altura, visible en fotografías aéreas, que rodea una superficie aproximada de 350,000 metros cuadrados y que cubre casi todo el centro de la ciudad. Las piedras con que esta barda fue construida se tomaron ostensiblemente de las construcciones que se encontraban en derredor, por lo que se sostiene la hipótesis que el muro fue construido para intentar proteger la ciudad en su última etapa de desarrollo, de una invasión que posiblemente ocurrió antes de que la obra fuera terminada.